# Acalyptris hyacinthum
Acalyptris hyacinthum (лат.) — вид чешуекрылых из семейства молей-малюток. Название вида происходит от латинского слова hyacinthum (синий) по признаку синего отблеска передних крыльев.

## Распространение
Неотропика: Колумбия (Departamento de Valle del Cauca, Municipio de Dagua).

## Описание
Мелкие молевидные чешуекрылые, размах крыльев около 4 мм. Длина переднего крыла самцов 1,7 мм. От близких видов рода Acalyptris отличается по сильному синему отсвечиванию переднего крыла, а также груди и скапуса усика. Гениталии самок имеют уникальные вагинальные склериты, включающие два ряда крупных шипов. Основная окраска серовато-коричневая; скапус золотисто-синеватый. 
Челюстные щупики 5-члениковые. Глаза крупные, оцеллии отсутствуют. Имаго летают в феврале. Гусеницы, предположительно, как и у других видов своего рода, минируют листья различных растений.

## Классификация
Вид включён в видовую группу Acalyptris trifidus (species group). Таксон был впервые описан в 2020 году в ходе родовой ревизии, проведённой литовским лепидоптерологом Йонасом Римантасом Стонисом (Stonis Jonas R., Institute of Ecology, Nature Research Centre and Baltijos-Amerikos biotaksonomijos institutas, Вильнюс, Литва) и его коллегами по материалам из Нового Света.